# Herman Melville
Herman Melville (Nueva York, 1 de agosto de 1819-Nueva York, 28 de septiembre de 1891) fue un escritor, novelista, poeta y ensayista estadounidense, del período del renacimiento estadounidense. Entre sus novelas más conocidas están Taipi (1846), basada en sus experiencias en la Polinesia, y la novela Moby Dick (1851), considerada su obra maestra y un clásico de la literatura universal.
Entre 1853 y 1855 publicó en la revista Putnam Magazine una serie de relatos, reunidos la mayor parte de ellos en The Piazza Tales, entre los que se encuentran dos de las narraciones más importantes de Melville: el cuento Bartleby, el escribiente y la novela corta Benito Cereno. También aparece el relato Las Encantadas, compuesto de diez bocetos sobre las islas Galápagos unidos por un solo narrador. En 1857 El estafador y sus disfraces,conocido como El embaucador (The Confidence-Man), fue el último trabajo de ficción en prosa que publicó. Buscando estabilidad económica, abandonó el oficio de escritor, aceptando un puesto como inspector de aduanas.
En sus últimos años, en los que tuvo que padecer además de la muerte de dos de sus hermanos también la muerte de dos de sus hijos —Clarence por tuberculosis y Malcolm por un posible suicidio— y la muerte de otro de sus hijos —Stanwix Melville— a los treinta y cinco años, se dedicó a escribir poesía. Battle-Pieces and Aspects of the War, de 1866, es una reflexión poética sobre la Guerra de Secesión y Clarel: A Poem and Pilgrimage in the Holy Land, un poema épico de ficción, publicado en 1876. La novela Billy Budd, que dejó inconclusa y fue publicada póstumamente en Londres en 1924, es considerada una de las obras de mayor relevancia de la literatura estadounidense.

## Primeros años
Herman tenía como apellido de nacimiento: Melville (con  «e» final).  Era el tercer hijo entre los ocho que tuvieron Allan Melvill (1782-1832) y Maria Gansevoort (1791-1872).

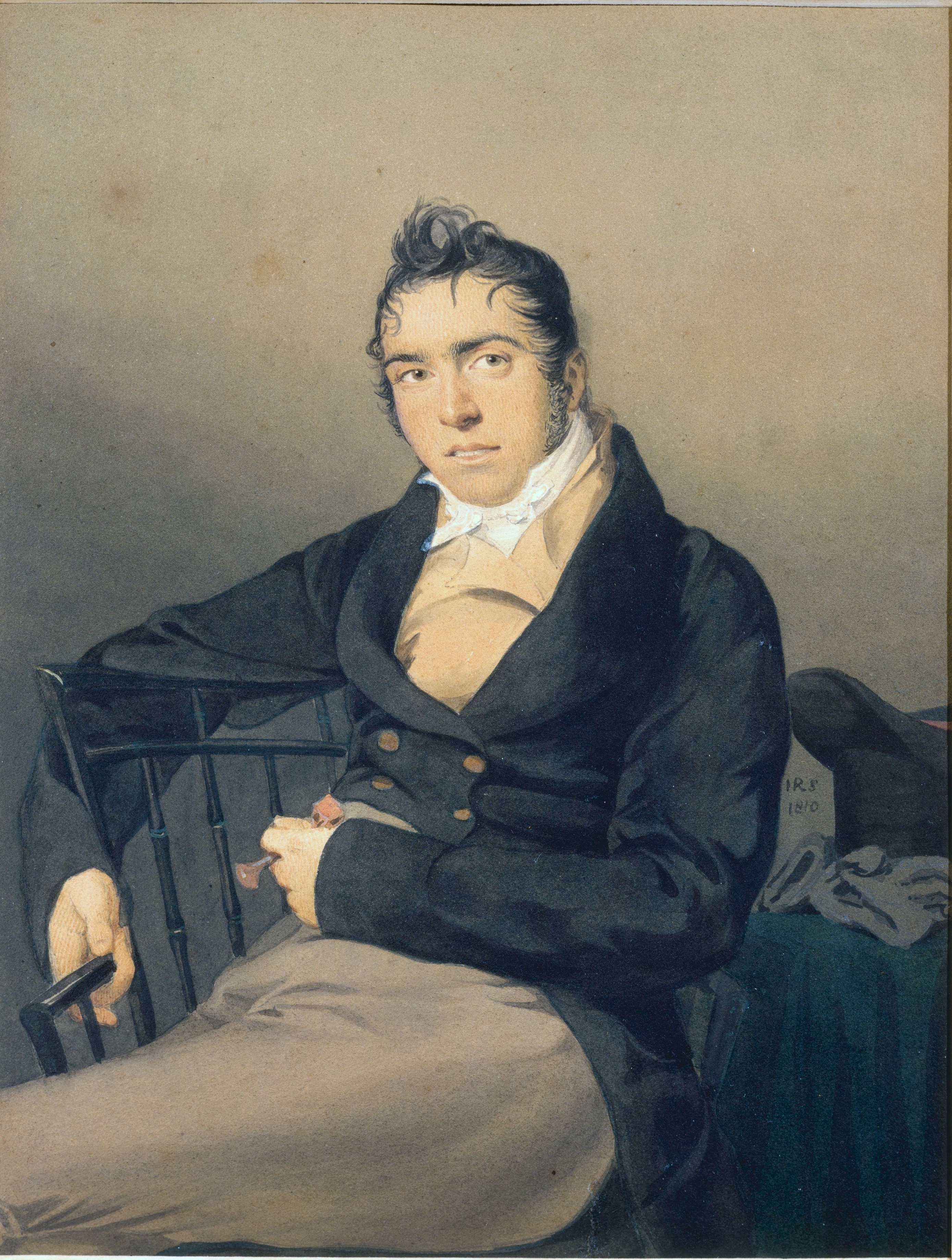
El padre de Melville, Allan Melvill (1782-1832), retrato de 1810 obra de John Rubens Smith, Museo Metropolitano de Arte, Nueva York. En su novela Pierre (1852), Melville ficcionó este retrato como el retrato del padre de Pierre

Los dos abuelos de Melville fueron héroes de la Guerra de Independencia: el mayor Thomas Melvill (1751-1832) había participado en la revuelta del té de Boston y su abuelo materno, el general Peter Gansevoort (1749-1812), era famoso por haber dirigido la defensa de Fort Stanwix en Nueva York, en el año 1777. Melville estaba orgulloso de su "doble ascendencia revolucionaria". En 1814 se produjo el casamiento de Allan, que profesaba el unitarismo, con María, de religión calvinista, en la que fue bautizado Herman. El severo protestantismo de su madre y de toda la familia Gansevoort le hizo convertirse en un profundo conocedor de la Biblia, tanto en inglés como en neerlandés, los idiomas con los que creció hablando con sus padres.
Durante la década de 1820 Herman vivió una vida privilegiada en un hogar con varios sirvientes. A intervalos de cuatro años, la familia se mudaba a barrios más espaciosos y elegantes y finalmente se estableció en Broadway, en 1828.
La educación de Herman comenzó a los cinco años, cuando la familia vivía en Manhattan. Más adelante, Herman y su hermano mayor, Gansevoort, fueron enviados a la escuela secundaria masculina de Nueva York. En 1826, el mismo año en que Herman contrajo la escarlatina, Allan Melvill lo describió como «muy retrasado en el habla y algo lento en la comprensión», pero muy pronto evolucionó y Allan se sorprendió «de que Herman resultara ser el mejor orador en la clase introductoria». En 1829 tanto Gansevoort como Herman fueron transferidos a la Columbia Grammar & Preparatory School.
En 1830 la familia se trasladó desde Nueva York a Albany, donde Herman inició unos estudios que pronto tuvo que abandonar. Su padre vivía gastando más de lo que ganaba y terminó declarándose en quiebra. En 1832, Allan Melvill enfermó de gravedad y murió. Según algunas versiones, encontrándose en bancarrota y emocionalmente inestable, se habría suicidado y la familia, debido a sus creencias religiosas, lo habría encubierto.

## Viajes y primeras publicaciones
A los dieciocho años se embarcó en el buque de pasaje y carga Saint Lawrence, que hacía la travesía Nueva York-Liverpool, movido por la situación penosa que se vive en la familia debido a la muerte de su padre.Al regresar retomó su puesto de maestro rural. Buscó otros trabajos y, al no conseguirlos, volvió a embarcarse en 1841, esta vez en el barco ballenero Acushnet. Tras dieciocho meses de travesías, al llegar a la isla de Nuku Hiva, la mayor del archipiélago de las islas Marquesas,  abandonó el barco junto a un compañero y ambos fueron a caer en manos de los taipi, una de las tribus de caníbales de los Mares del Sur.
Lastimado en una pierna, permaneció entre los taipi durante un mes, hasta que los indígenas lo vendieron a otro barco ballenero, el Lucy Ann, que precisaba marinos. Un mes y medio más tarde, al llegar a Tahití, fue desembarcado junto con el resto de la tripulación bajo la acusación de amotinamiento. Estuvo encarcelado en una prisión de la isla y al ser liberado vagabundeó por el archipiélago de las islas de la Sociedad durante unos meses.
De nuevo embarcado en un ballenero, el Charles and Henry, llegó a Lahaina, la antigua capital de Hawái, en la isla de Maui, donde vivió unos meses. Posteriormente embarcó en el buque estadounidense United States, en el que sirvió como marinero raso. Desembarcó en Boston en 1844, después de haber viajado durante tres años y nueve meses. De nuevo en tierra y sin oficio, notó el interés que despertaba al contar sus aventuras. Incentivado al leer las memorias de otros marinos, decidió escribir un libro contando su deserción del Acushnet y su estancia con los caníbales.

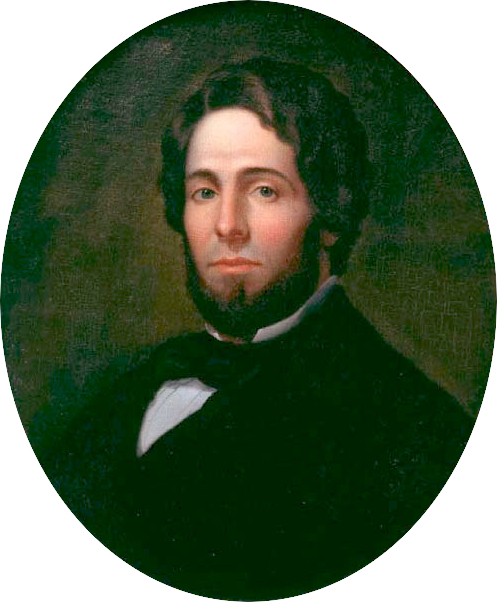
Herman Melville, c. 1846-47. Pintura al óleo, obra de Asa Weston Twitchell

El libro con el relato de estas experiencias se tituló Taipi. Publicado en 1846, obtuvo inmediato reconocimiento y buenos ingresos. Viendo los buenos resultados, escribió Omoo (“vagabundo”, en la lengua de los indígenas de las islas), en el que relata su experiencia en las islas de la Sociedad. Ambos libros fueron tomados como «el relato verídico de un marinero y asombraron al público por ser informes en primera persona de la vida de los caníbales, llena de peripecias y aventuras casi increíbles». Los dos libros fueron presentados como testimoniales, pero tenían lo suficiente de novelescos para ser considerados como de ficción. Con ellos, logró insertarse en el círculo literario de Nueva York, y al mejorar sus ingresos, decidió casarse en 1847 con Elizabeth Knapp Shaw, hija de un eminente juez de Boston.
Su tercera obra, Mardi, la primera que fue presentada como de ficción, continuaba con el tema de los Mares del Sur. Fue editada por Richard Bentley en Londres y por Harper en Nueva York, ambas en 1849. El famoso escritor Nathaniel Hawthorne pensó que era un libro rico «con profundidades aquí y allá que obligan a un hombre a nadar por su vida». Según el estudioso de Melville, Robert Milder, el libro comenzaba como otra historia de los Mares del Sur pero dejaba ese género atrás, primero a favor de «un romance del narrador Taji y la doncella perdida Yillah», y luego «a un viaje alegórico del filósofo Babbalanja y sus compañeros a través del archipiélago imaginario de Mardi».
El carácter un tanto alegórico de Mardi no agradó a la crítica ni al público. El fracaso, que coincidió con el nacimiento de su primer hijo, no lo desalentó. Decidido a recuperar su prestigio como escritor, redactó más de setecientas páginas en cuatro meses para escribir dos libros: Redburn y White Jacket, que siguieron la línea de las anteriores obras basándose en sus experiencias en el mar.
En octubre de 1849 Redburn fue publicado por Bentley en Londres, y en noviembre por Harper en Nueva York. La bancarrota y la muerte de Allan Melville, y las humillaciones juveniles de Melville surgen en esta «historia de adaptación externa y deterioro interno». El biógrafo Robertson-Lorant considera el trabajo como un intento deliberado por atraer lectores: «Melville modeló cada episodio casi sistemáticamente en algún género que era popular entre un determinado grupo de lectores antes de la guerra», combinando elementos de «la novela picaresca, el cuaderno de viaje, la aventura náutica, la novela sentimental, el sensacional romance francés, el thriller gótico, los tratados de templanza, la literatura de reforma urbana y la pastoral inglesa». Su siguiente novela, White-Jacket, fue publicada por Bentley en Londres en enero de 1850 y en marzo por Harper en Nueva York.

## Moby Dick

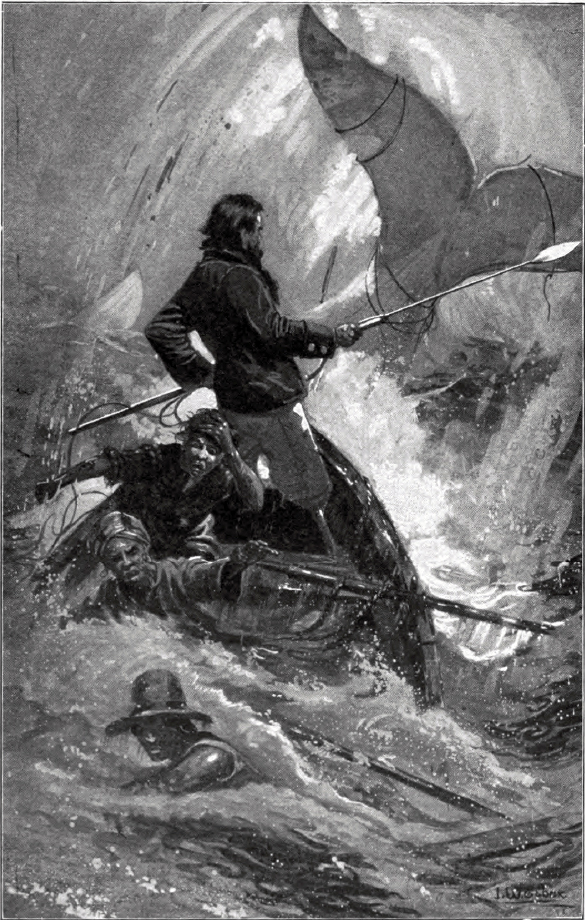
Ilustración de una edición de Moby-Dick de 1902

Las primeras menciones que Melville hizo de Moby Dick fueron en 1850, a un escritor amigo y a su editor inglés. No se ha conservado el manuscrito original, pero Melville transformó de manera radical su planteamiento inicial, concibiendo lo que algunos estudiosos describieron como el libro más ambicioso ideado por un escritor estadounidense. Melville pensaba escribir el libro en unos pocos meses, pero le ocupó un año y medio. En esta época, había hecho amistad con Nathaniel Hawthorne, por el que sentía admiración y al que le dedicó Moby Dick.
En 1851 nació su segundo hijo y publicó Moby Dick, en tres volúmenes, en Gran Bretaña y, un mes después, en un solo volumen, en Estados Unidos. La novela fue un fracaso comercial y obtuvo, en general, una crítica adversa. Solo fue considerada una obra maestra después de muerto el autor e iniciado el siglo XX.

## Escritor fracasado
Su siguiente libro, Pierre o las ambigüedades, publicado en 1852, resultó ser un completo fracaso. La crítica destrozó el libro y aconsejó a Melville que se dedicara a otra cosa que escribir.
Un año después, en 1853, nació Elizabeth (Bessie), primera hija de los Melville. En ese año le resultó imposible encontrar editor para Israel Potter, relato sobre un veterano de la Guerra de la Independencia. Finalmente, apareció en serie publicada en el Putnam Magazine. En esta revista publicó varios de sus mejores relatos, como Bartleby, el escribiente y Benito Cereno, durante 1855. Cinco de esas narraciones y una más fueron reunidas en The Piazza Tales en 1856. En 1855 había nacido otra hija, Frances (Fanny), el mismo año en que consiguió publicar Israel Potter. 
En 1857 Melville publicó su última novela, El estafador y sus disfraces (The Confidence Man). La crítica continuó siendo adversa, aunque ya en el siglo siguiente sería considerada una valiosa y compleja obra sobre la honestidad y el fraudee incluso «la novela más infravalorada, desconocida y posiblemente más radical del todo el siglo XIX».
Melville comenzó a padecer de constantes ataques de reúma, ciática y perturbaciones del carácter originadas por su afición al alcohol. Su suegro le dio dinero para que viajara por Europa y Tierra Santa, viaje que le inspiró para escribir, años después, su largo poema Clarel.

## Poeta

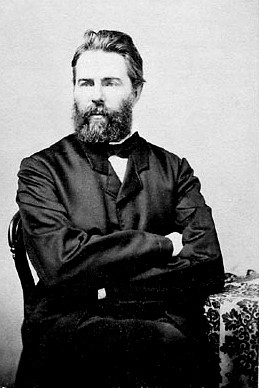
Herman Melville en 1861

Aconsejado por sus amigos a ganar dinero dando conferencias, les hizo caso y, entre 1857 y 1869, hizo tres giras hablando en los liceos, principalmente sobre la estatuaria romana y las visitas turísticas en Roma. Las conferencias de Melville, que se burlaban del pseudointelectualismo de la cultura de los liceos, no gustaban al público y las interrumpió.
En 1860 Melville se embarcó, junto a su hermano Thomas como timonel, en el clipper Meteor para California, rodeando el cabo de Hornos. Regresó a Nueva York y presentó un conjunto de poemas a su editor, que lo rechazó. 
Después del final de la Guerra de Secesión, publicó Battle Pieces and Aspects of the War (1866), una colección de 72 poemas considerados como «un diario de versos polifónicos del conflicto». En general, los críticos ignoraron al libro y los que lo tomaron en cuenta hicieron críticas bastante complacientes. El libro tuvo ventas muy bajas: en diez años vendió 525 copias sobre un total de 1200 editadas.
En 1866 su esposa y sus parientes utilizaron su influencia para conseguirle un puesto como inspector de aduanas en Nueva York. Ocupó el cargo durante diecinueve años y se ganó la reputación de ser el único empleado honesto en una institución corrupta. Sin que él lo supiera, su puesto «estaba protegido de los cambios provocados por las reelecciones políticas por un funcionario de aduanas que nunca habló con Melville, pero que admiraba sus escritos: el futuro presidente de los Estados Unidos Chester A. Arthur». En 1867 su hijo mayor, Malcolm, se disparó, tal vez accidentalmente, y murió en su casa a la edad de dieciocho años. Algunos psicólogos dijeron que se trató de un suicidio.
El trabajo en la aduana fue un alivio para su familia, porque así Melville estaba fuera de la casa durante gran parte del día. El escritor sufría cambios de humor impredecibles, «intimidando a sus sirvientes, esposa e hijos». Como escribe Robertson-Lorant, «Al igual que los capitanes tiránicos que había retratado en sus novelas, Melville probablemente provocó sentimientos rebeldes en su "tripulación" por la forma caprichosa en que gobernaba la casa, especialmente cuando estaba bebiendo». El agotamiento nervioso y el dolor físico lo ponían de mal genio, empeorado por su afición a la bebida. Robertson-Lorant lleva a sus extremos las diferentes formas en que se puede contemplar a Melville en este período:

Una persona que no simpatizase con el escritor podría caracterizar a Melville como un novelista fallido que tenía un trabajo gubernamental de bajo nivel, bebía demasiado, interrumpía sin piedad a su esposa sobre las tareas del hogar, la golpeaba ocasionalmente y distraía a los niños con su comportamiento impredecible. Un observador comprensivo podría caracterizarlo como un genio poco apreciado, un visionario, un pensador iconoclasta, un idealista estadounidense sensible y huérfano, y una víctima de una sociedad cruda y materialista que devoró en vida a artistas y visionarios y escupió sus huesos. Melville era ambos, y más.

La situación del matrimonio llegó a tal punto que en mayo de 1867, Sam Shaw, hermano de Elizabeth (a quien apodaban Lizzie), se puso en contacto con el reverendo Henry Bellows pidiéndole ayuda con el «caso de su hermana», que «ha sido causa de ansiedad para todos nosotros durante los últimos años». En aquella época una esposa no podía dejar a su esposo sin perder todos sus derechos sobre los hijos, por lo que Bellows sugirió que Lizzie fuera secuestrada y llevada a Boston. Shaw sospechaba que Lizzie no estaría de acuerdo con esta idea tan melodramática. Pensó un plan diferente: Lizzie visitaría Boston y sus amigos le comunicarían a Herman que no volvería. Para divorciarse, tendría que presentar cargos contra Melville, afirmando que su esposo estaba loco.
Aunque como escritor profesional estaba acabado, Melville dedicó años a «su obra maestra otoñal», un poema épico de 18 000 líneas titulado Clarel: A Poem and a Pilgrimage, inspirado en su viaje de 1856 a Tierra Santa, uno de los poemas más largos de la literatura estadounidense. El personaje principal es un joven estudiante estadounidense de teología que viaja a Jerusalén para renovar su fe. Uno de los personajes, Rolfe, se parece a Melville en su juventud: un buscavidas y aventurero; mientras, el solitario Vine se basa libremente en Hawthorne, que había muerto doce años antes. Una herencia de Peter Gansevoort, tío de Elizabeth, sirvió para pagar la publicación en 1876. El libro tuvo una impresión de 350 copias y las ventas fueron un rotundo fracaso.

## Últimos años

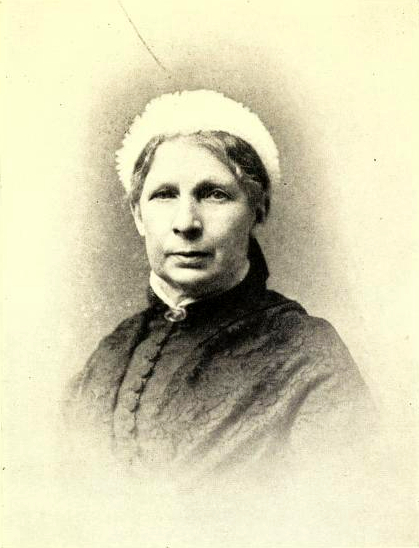
Elizabeth "Lizzie" Shaw Melville en 1885

En 1884 Elizabeth recibió una herencia, lo que significó un ingreso mensual de 25 dólares que Melville podía gastar en libros e impresiones. Melville se retiró en 1885 de su puesto en la aduana después de la muerte de varios integrantes de la rica familia de su esposa, quien supo administrar muy bien el dinero heredado. 
En 1886 murió de tuberculosis en San Francisco, a los treinta y seis años, Stanwix Melville que, siguiendo el ejemplo de su padre, pasó algún tiempo embarcado.

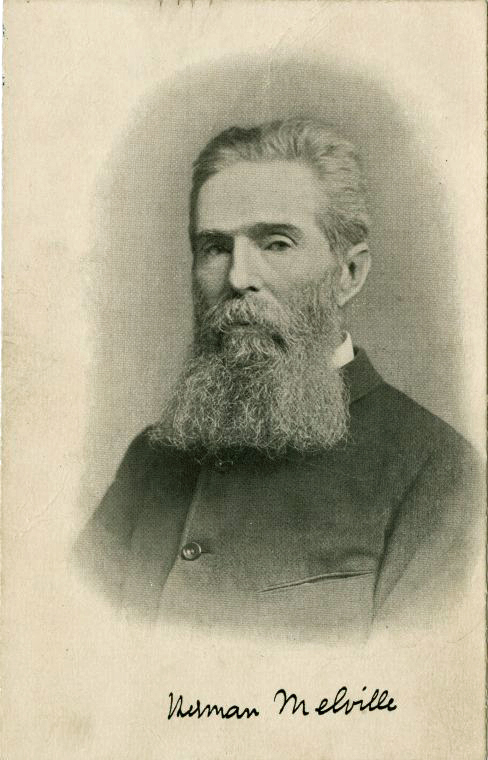
La última imagen conocida de Melville, 1885

Casi a fines de siglo, los lectores ingleses, siguiendo la moda de las historias marinas representadas por escritores como G. A. Henty, redescubrieron las novelas de Melville, que tuvo un modesto renacimiento de su popularidad en Inglaterra, aunque no en los Estados Unidos. En esa época, escribió una serie de poemas, con notas en prosa, inspirados por sus primeras experiencias en el mar y los publicó en dos colecciones, cada una emitida en una pequeña edición de 25 copias para sus familiares y amigos. De estos, el erudito Robert Milder considera a John Marr y otros poemas (1888), «la mejor de sus últimas colecciones de versos». El segundo volumen impreso en privado se tituló Timoleon (1891).
Cautivado por uno de estos poemas, Melville lo comenzó a reelaborar, escribiendo una historia corta que convirtió en novela finalmente. Cuando murió, en septiembre de 1891, la pieza estaba sin terminar. También quedaron inéditos otro volumen de poesía, Weeds and Wildings, y un esbozo, Daniel Orme.
Para Billy Budd su viuda agregó notas y las editó, pero el manuscrito no fue descubierto hasta 1919 por Raymond Weaver, su primer biógrafo. Trabajó en la transcripción y edición de un texto completo, que publicó en 1924 como Billy Budd, Sailor. Fue un éxito crítico inmediato en Inglaterra y a continuación en los Estados Unidos. La versión autorizada se publicó en 1962, después de que dos académicos estudiaran los documentos durante varios años. 
Billy Budd fue adaptada en 1951 como una obra de teatro en Broadway y como una ópera, que también se llamó Billy Budd, del compositor inglés Benjamin Britten, con la colaboración en el libreto de E. M. Forster. En 1961 el actor Peter Ustinov lanzó una película basada en la obra de teatro. Protagonizada por el mismo Ustinov y Robert Ryan, mantuvo el nombre de la novela. En español fue conocida como La fragata infernal.

## Muerte

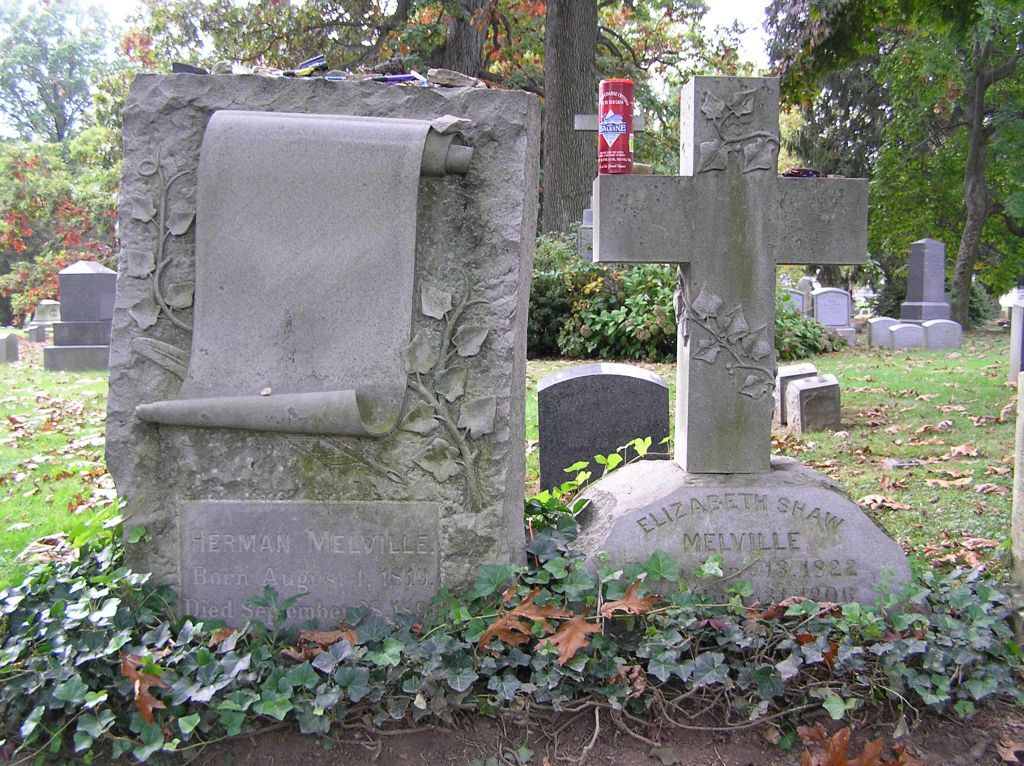
Sepultura de Herman Melville y su esposa en el cementerio Woodlawn del Bronx (Nueva York)

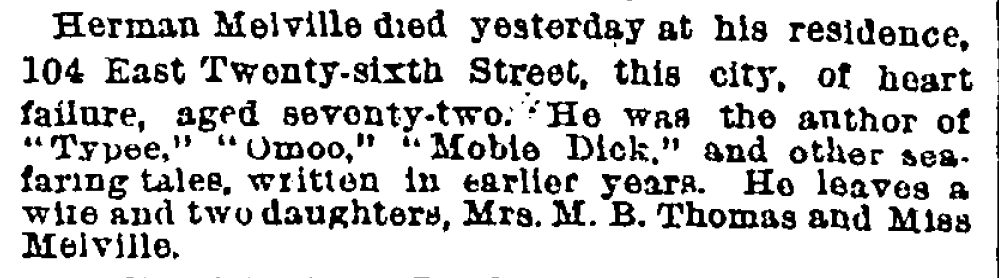
Obituario publicado en el New York Times (29 de septiembre de 1891), en el que se escribió incorrectamente el nombre de la obra maestra de Melville, por entonces casi desconocida, como Mobie Dick

Melville murió en la ciudad de Nueva York, el 28 de septiembre de 1891, a la edad de setenta y dos años. El médico mencionó «dilatación cardíaca» en el certificado de defunción. Fue enterrado en el cementerio Woodlawn en el Bronx, en Nueva York. En ese momento, era un escritor olvidado. Incluso, sus obituarios tuvieron errores al escribir su nombre y el de su obra maestra, Moby Dick, nombrada como "Mobie Dick".

## Obra

### Narrativa
- Typee (1846). Tr.: Taipi: un valle de caníbales en las Islas Marquesas, Madrid: Selección de Obras Maestras y Singulares, 1943; Taipi: un edén caníbal, Barcelona: Astarte, 1946; Taipi: una narración de los mares del Sur, Buenos Aires: Espasa-calpe (Col. Austral), 1950; Taipi: un edén caníbal, Madrid: Valdemar, 1993; 2000.
- Omoo: A Narrative of Adventures in the South Seas (1847). Tr.: Omú un relato de aventuras en los Mares del Sur, Barcelona: Alba, 1999.
- Mardi and a Voyage Thither (1849)
- Redburn : His First Voyage (1849). Tr.: Redburn, su primer viaje: recuerdos y confesiones del hijo de un caballero, enrolado como marinero en la marina mercante. Barcelona: Alba, 2008.
- White-Jacket o The World in a Man-of-War (1850)
- Moby-Dick o The Whale (1851)
- Pierre o las ambigüedades (1852)
- Bartleby, el escribiente (1853 en Putnam´s Monthly Magazine 11-12 y 1856 en Piazza Tales) (novela corta).
- The Encantadas or Enchanted Isles (1854, en Putnam´s Monthly Magazine 15-17; 1856, en Piazza Tales) (novela corta). Tr.: Las encantadas [seguido de:] Diario de viaje por Europa y Oriente. Madrid: Valdemar, 2011.
- The Lightning-Rod Man (1854, en Putnam´s Monthly Magazine 20; 1856, en Piazza Tales) (cuento).
- Benito Cereno (1855, en Putnam´s Monthly Magazine 34-36; 1856, en Piazza Tales) (novela corta).
- The Bell-Tower (1855, en Putnam´s Monthly Magazine 32; 1856, en Piazza Tales) (cuento).
- Israel Potter His Fifty Years of Exile (1855)
- The Piazza Tales (1856) (recopilación de relatos: "The Piazza", "Bartleby, the Scrivener", "Benito Cereno", "The Lightning-Rod Man", "The Encantadas", "The Bell-Tower").
- The Confidence-Man: His Masquerade (1857). Tr.: El estafador y sus disfraces, Madrid: Legasa, 1980; Madrid: Veintisiete Letras, 2011.
- Billy Budd (1891), inacabada y publicada póstumamente en 1924.

### Traducciones de varias obras en un volumen
- Obras [Moby Dick; Benito Cereno; Billy Bud; Taipi]. Barcelona, Planeta, 1968.
- Cuentos completos. Buenos Aires: Fraterna, 1977; Barcelona: Alba, 2006; 2019; Barcelona: Debolsillo, 2008; 2010.
- Benito Cereno; Billy Bud; Taipi. Barcelona, Planeta (Col. Clásicos Universales), 1982.
- Obras completas (3 vol.). Barcelona, RBA, 2005.

### Poesía
- Battle Pieces and Aspects of the War (1866) (colección de poemas)
- Clarel: A Poem and Pilgrimage in the Holy Land (1876) (poema épico)
- John Marr and Other Sailors. With Some Sea Pieces (1888) (colección de poemas). Edición en español, trad. José Manuel Benítez Ariza (Zut ediciones, 2008)
- Timoleon (1891) (colección de poemas)

### Legado
En 2010 la compositora austriaca Olga Neuwirth compone su obra THE OUTCAST: Homage to Herman Melville, a la que ella misma define como teatro-instalación musical con video. Inspirada en Moby Dick, hace uso además de personajes como Bartleby, protagonista de otra obra de Melville. Neuwirth, junto a Barry Gifford, también es la autora del libreto.

## Eponimia
- Livyatan melvillei, una especie de cachalote extinto del Mioceno.[55][56]